# Сандале
Сандале (лат. sandalia, грч. σανδαλιών, sandalió̱n) врста су отворене обуће која се најчешће производи од коже, дрвета и биљних влакана. Познате врсте сандала су сандалете (sandalette — сандале са потпетицом), опанци, јапанке (草履, zōri) и римљанке (caligae).
Користиле су се још у Месопотамији (средина другог миленијума пре нове ере). Неретка употреба такође је била и у Египту, Риму и старим америчким цивилизацијама. Још увек представљају свакодневну обућу мексичких староседелаца, где се називају вараче.
Сандале су свечана обућа католичких бискупа која се носи током понтификалне мисе. Сем тога, у шестом веку нове ере помиње се кампагус, сандале за угледне људе укључујући папу и његове ђаконе. Према тим записима, кампагуси су прављени по узору на обућу коју су носили римски сенатори. Тек се у деветом веку почео користити назив сандалија, који се одржао до данас. Како су сандале почели користити и остали људи, оне које бискупи данас носе називају се калиге. Израђују се од свиле и имају кожни ђон.

## Галерија
- Сандала на платформу
- Сандала Кајли Миног
- Римљанке
- Састав сандале
- Колекција сандала